# نجوع الصوامعة شرق
قرية نجوع الصوامعة شرق هي إحدى القرى التابعة لمركز أخميم بمحافظة سوهاج في جمهورية مصر العربية. حسب إحصاءات سنة 2006، بلغ إجمالي السكان في نجوع الصوامعة شرق 14755 نسمة، منهم 7705 رجل و7050 امرأة.